# 吉岡榊
吉岡（1978年9月10日—），日本女性漫畫家。A型血。

## 來歷、人物
出道以前主要從事同人誌的活動，直到2004年以「月之夜之獸」入圍講談社旗下雜誌《Magazine Z》主辦的第9屆「永井豪新人大賞」優秀獎，同年被刊登在《Magazine Z》2004年4月號上。
2006年的成為自身的連載出道作。從此發表過不同題材的短篇和連載，2015年4月起開始連載《Mermaid Lovers》。
在商業雜誌發表時筆名吉岡榊。在同人作品（特別是百合相關）使用嵩乃朔（たかの さく）名義。
本人稱觀賞動畫是畫漫畫的動力來源。
興趣是欣賞音樂劇，2003年開始常定期觀賞「悲慘世界」系列，並在自己的網站發表心得感想。
喜歡的戰國武將是伊達政宗。
喜歡的作家是星樹。喜歡的導演是今敏。
喜歡的電影有《熱沃當怪獸》、《千年女優》、《GHOST IN THE SHELL》、《魔戒首部曲：魔戒現身》。
喜歡的動畫有《星際牛仔》、《聖天空戰記》、《翼神世音》、《餓沙羅鬼》、《舞-HiME》等。喜歡的配音員有生天目仁美、後藤麻衣。
曾公開承認是女同志。

## 作品列表

### 漫畫
※部分作品日文直譯。

#### 連載中
嵩乃朔名義
- OL（g-comi another's連載（KADOKAWA／ASCII Media Works），2019年8月26日發佈號－，已發行1冊）

#### 已完結
吉岡名義
- 聖潔天使 Linkage（原案：Ange Project，原作：駒尾真子（日语：駒尾真子），月刊Dragon Age連載（KADOKAWA／富士見書房），2014年5月號－2015年3月號，全2冊）
- BLAZBLUE（原案：Arc System Works、監修：森利道（日语：森利道）（Arc System Works），月刊Dragon Age連載（KADOKAWA／富士見書房），2013年7月號－2014年1月號，全2冊）
- 祈（於《Comic Gum》2014年3月號以短篇形式發表（WANI BOOKS（日语：ワニブックス）））
- 蕭邦（週刊漫畫世界的偉人（日语：週刊マンガ世界の偉人）第55號（朝日新聞出版））
- 靈魂扳機（原作：Imageepoch，Comic BLADE連載（Mag Garden），2012年6月－2013年，全1冊）
- CLOCKWORK（原作：富澤義彥，月刊Comic BLADE連載（Mag Garden），全2冊）
- 羅賽達 ～薔薇聖十字騎士～（月刊Comic Alive連載（KADOKAWA／Media Factory），全2冊／連載之前曾以短篇形式發表）
- Parabellum（日语：Parabellum -パラベラム-）（月刊Comic Alive連載（KADOKAWA／Media Factory），2007年4月號－2008年8月號，全3冊）
- （Magazine Z（日语：月刊マガジンZ）連載（講談社），2006年2月號－10月號，全2冊）
- Mermaid Lovers（原作：深見真，Comic Earth Star連載（Earth Star Entertainment），2015年－2016年，全2冊）[5]
- 聖潔天使 cross†L.I.N.K.s（原作：Ange Project，電擊G's Comic（日语：電撃G'sコミック）連載（KADOKAWA／ASCII Media Works），2016年，全1冊）[6]

嵩乃朔名義
- 她與我的祕密戀情 -She falls in love with her-（OKS（日语：オークス (出版社)），2016年，全1冊）
- （電擊G's Comic連載（KADOKAWA／ASCII Media Works），2017年4月號－2019年4月號，全4冊）

## 外部連結
- UNmoral （页面存档备份，存于） （日語）－吉岡榊的官方個人網站。
- Waterfall （页面存档备份，存于） （日語）（※限18歳以上閱覽）－嵩乃朔名義網站（未滿18歳請勿觀賞）。
- 吉岡榊的X（前Twitter） （日語）
- 吉岡榊的X（前Twitter） （日語）